# أندرو إي.
أندرو إي. هو مغني وممثل فلبيني، ولد في 30 يوليو 1967 بباراناك في الفلبين.

## وصلات خارجية
- أندرو إي. على موقع IMDb (الإنجليزية)
- أندرو إي. على موقع ميوزك برينز (الإنجليزية)
- أندرو إي. على موقع ميوزك برينز (الإنجليزية)
- أندرو إي. على موقع قاعدة بيانات الفيلم (الإنجليزية)